# Burias
Burias ist eine Insel in der Sibuyan-See und ist eine der drei Hauptinseln der philippinischen Provinz Masbate.
Auf einer Fläche von 417,4 km² lebten zur letzten Volkszählung (2000) 76.266 Einwohner.
Im Süden liegt die Nachbarinsel Masbate, im Südosten Ticao. Im Norden, jenseits der Buriaspassage, befindet sich der Südostteil von Luzon.

Die Insel Burias im Nordosten der Sibuyan-See